# Is minimo eget mortalis qui minimun cupit
Is minimo eget mortalis qui minimun cupit è una locuzione latina che si traduce letteralmente con «Ha bisogni minori chi ha minori desideri».
Deriva da una frase di Seneca (Ep. 108,11).